# Elias Fries (klockgjutare)
Elias Fries Thoresson, född 16 september 1720 i Linköpings församling, Östergötlands län, död 8 juli 1791 i Järsnäs församling, Jönköpings län, var en svensk klockgjutare, riksdagsledamot och rådman.

## Biografi
Elias Fries Thoresson föddes 1720 i Linköpings församling. Han var son till sporrsmeden Thore Fries och Catharina Börgesdotter. 1746 påbörjade han en resa och besökte olika gjuthus, bland annat i Köpenhamn, Lübeck och Hamburg. Sommaren 1747 började arbeta hos klockgjutaren Gerhard Meyer i Stockholm och Norrköping. 8 maj 1752 blev han borgare i Jönköping och samtidigt fick han burskap som klock- och styckgjutare. Han var verksam från 1766 på kyrkokvarteret 11 i Jönköping. 8 april 1771 blev han rådman i staden.
Han flyttade omkring 1787 till gården Gyeberg i Järsnäs socken. Fries avled 1791 på sin gård i Järsnäs. Han blev 71 år gammal.
Fries var riksdagsledamot för borgarståndet i Jönköping vid riksdagen 1765–1766 och riksdagen 1771–1772. Han tillhörde Mösspartiet.

### Familj
Fries gifte sig första gången 2 oktober 1753 i Jönköping med Anna Stina Wallin (1730-1763). Hon var dotter till kopparslagaren Jonas Wallin och Sara Persdotter Elcerot i Jönköping. De fick tillsammans barnen Sara Helena (1756-1806), Jonas Magnus (född 1761), Thore (1762-1839), Anna Catharina (död 1763).
Fries gifte sig andra gången med Helena Mobeck (1737-1796). Hon var dotter till vice fiskalen i Göta hovrätt Gustaf Mobeck och Anna Elisabeth Lindencrona. De fick tillsammans barnen Peter Magnus (född 1765), Beata Dorothea (född 1773), Johan Hindrich (född 1776).

## Klockor
Listan är endast påbörjad. Han göt klockor till omkring 67 församlingar.
| Gjutår | Kyrka                     | Stift      | Klocka                                  | Övrigt |
| ------ | ------------------------- | ---------- | --------------------------------------- | --- |
| 1756   | Habo kyrka                | Skara      | Storklocka.                             | Omgjutning i juli månad. 1926 reparerad av klockgjutarfirman Olsson i Ystad och försedd med nya kullager och kläpp. |
| 1757   | Habo kyrka                | Skara      | Mellanklocka                            | Omgjutning i augusti månad. 1926 reparerad av klockgjutarfirman Olsson i Ystad och försedd med nya kullager och kläpp. |
| 1760   | Habo kyrka                | Skara      | Lillklocka                              | Omgjutning. 1926 reparerad av klockgjutarfirman Olsson i Ystad och försedd med nya kullager och kläpp. |
| 1762   | Nykils kyrka              | Linköpings | Lillklocka                              | Omgjutning. Klockan blev ytterligare omgjuten 1938 av M & O Ohlssons klockgjuteri i Ystad. |
| 1763   | Stenberga kyrka           | Växjö      | Storklocka                              | Omgjutning. |
| 1763   | Ljungarums kyrka          | Växjö      | Lillklocka.                             | Nygjutning. |
| 1764   | Linköpings domkyrka       | Linköpings | Storklockan och s. k. annangångsklockan | Omgjutning. Storklockan från 1624 blev omgjuten för tredje gången av Elias Fries Thoresson. Annangångsklockan (idag Böneklockan) fick tillagt material från två andra klockor samt ny malm vid omgjutningen den 28 augusti 1764. Klockorna invigdes 29 september 1764 på Mikaelsdagen. Bägge har bevarade äldre och nya tillagda inskriptioner. |
| 1764   | Värna kyrka               | Linköping  | Storklocka                              | Nygjutning. Klockan omgöts 1947. |
| 1764   | Vreta klosterkyrka        | Linköpings | Storklocka                              | Omgjutning. |
| 1765   | Carl Gustafs kyrka        | Lunds      | Stor- och Lillklockor                   | Nygjutningar. Kompletterade två tidigare klockor. Kostade 3000 Daler. Provringningen gick väl med bra samklang mellan alla fyra. Storklockan sprack 28 maj 1771 men omgöts av Fries till halva dagsarbetskostnaden. |
| 1766   | Södra Unnaryds kyrka      | Växjö      | Storklocka                              | Omgjutning av klocka gjuten 1603 efter en spricka i klockan uppkommen 1765. |
| 1769   | Vetlanda kyrka            | Växjö      | Mellanklocka                            | Nygjutning. |
| 1769   | Rumskulla kyrka           | Linköpings | Storklocka                              | Ingen uppgift om ny- eller omgjutning. |
| 1769   | Ölsremma kyrka            | Göteborgs  | Enskild klocka i klockstapel            | Omgjutning. |
| 1771   | Heda kyrka                | Linköpings | Storklocka                              | Omgjutning. |
| 1771   | Bankeryds kyrka           | Växjö      | Lillklocka                              | Omgjutning. |
| 1774   | Norra Vi kyrka            | Linköpings | Lillklocka                              | Omgjutning. |
| 1775   | Slottskapellet, Jönköping | Växjö      | Mindre klocka                           | Nygjutning. Göts i bränd koppar med 3 Lispund 7 Markers vikt. |
| 1775   | Harplinge kyrka           | Göteborgs  | Lillklockan                             | Omgjutning. |
| 1778   | Bredaryds kyrka           | Växjö      | Storklocka                              | Omgjutning av klocka gjuten år 1600. |
| 1781   | Acklinga kyrka            | Skara      | Okänd klocktyp                          | Nygjutning. |
| 1783   | Svenljunga kyrka          | Göteborgs  | Lillklocka                              | Nygjutning. Klockan såldes till Norra Hestra kyrka 1830. |
| 1783   | Anderstorps kyrka         | Växjö      | Lillklocka                              | De tidigare mellan- och lillklockorna omgöts till en ny lillklocka. |
| 1783   | Onsala kyrka              | Göteborgs  | Lillklocka                              | Nygjutning. |

## Medarbetare
- Abraham Palmberg (född 1740). Han var gesäll hos Fries.
- Jonas Malmberg. Han var gesäll hos Fries.